# Ernst Gillmeister
Johann David Ernst Gillmeister (* 26. April 1817 in Ludwigslust; † 25. März 1887 in Schwerin) war ein deutscher Glasmaler.

## Leben
Ernst Gillmeister ist der Sohn des Glasermeisters und mecklenburg-schwerinschen Hofglasers Johann David Gillmeister in Ludwigslust. Er erlernte bei seinem Vater das Glaserhandwerk, fühlte sich schon bald zur Glasmalerei hingezogen. Er besuchte auf väterliche Fürsprache und mit Förderung von Großherzog Paul Friedrich in Göttingen Vorlesungen in Chemie. Zur Vervollkommnung seiner Fähigkeiten und weiteren Ausbildung ... damit er als tüchtiger Glas- und Porzellanmaler seinem Vaterland dereinst Ehre mache. führten ihn mehrjährige Studien in die Werkstatt von Heinrich Friedrich Wedemeyer nach Göttingen und zu längeren Reise durch das Rheinland und die Niederlande. Nach zahlreichen praktischen Versuchen der Glasmalerei zog es ihn nach München in die Königliche Glasmalereianstalt und nach Sèvres in die Porcelain-Fabrique, um seine Studien der Malerei zu vervollkommnen. Dabei erwarb er umfangreiche Fachkenntnisse und exzellente Fertigkeiten auf dem Gebiet der Glas-, Porzellan- und Emaillemalerei.
1842 kehrte er nach einem Aufenthalt in Straßburg nach Schwerin zurück und eröffnete eine Werkstatt. Dort arbeitete er hauptsächlich für den Schweriner Großherzog. Es gab nun in Mecklenburg einen Glasmaler, der es gelernt hatte, ölgemalte Vorlagen von hoher künstlerischer Qualität in Glasgemälde umzusetzen und der in der Lage war, rahmendes Beiwerk wie Ornamente, Bordüren, Teppichmuster und Baldachinenarchitekturen eigenständig zu entwickeln, wie schon 1843 seine ersten Entwürfe für die Ornamente der Fenster in der Heilig-Blutkapelle im Dom zu Schwerin belegen.
Die Glasmalereien der drei Fenster im Chor des Schweriner Doms wurden in den Jahren 1843 bis 1845 geschaffen, angeblich aber erst 1848 eingebaut. Das Wappenfeld in Fenster I. trägt die Signatur und Datierung EG ligiert 1843.
Bereits ab 1846 befasste sich Gillmeister mit einem umfangreichen Auftrag für die Waffenhalle im Schloss Schwerin, der sogenannten Hofdornitz. Carl Georg Schumacher lieferte für 16 Fenster die Entwürfe, Theodor Schloepke und Theodor Fischer lieferten je einen Entwurf. Dargestellt wurden historische Persönlichkeiten aus der Geschichte des Großherzogs bis in die Gegenwart. Auch hier wurde die Porzellan- bzw. Schmelzfarbenmalerei auf weißen Rechteckgläsern angewandt. Oberhalb der Ganzfigur ist Bemalung en grisaille ausgeführt. 1853 wurden die Felder eingebaut.
Schnell avancierte er zu einem begehrten Künstler für Glasmalerei. Neben eigenen Entwürfen arbeitete er nach Vorlagen von Peter von Cornelius, Gaston Lenthe, Gustav Stever und Carl Georg Schumacher.
1848 schuf Gillmeister die Geburt Christi, das als Weihnachtsfenster eine gewisse Berühmtheit erlangte, für die Taufkapelle im Schweriner Dom. Den Entwurf für das Fenster lieferte der Schweriner Hofmaler Gaston Lenthe. Dies große gothische Fenster war von Gillmeister mit einem Glasgemälde, die Geburt des Heiland darstellend, zu welchem der Carton von Gaston Lenthe geliefert war, versehen; der Künstler hatte es i. J. 1847 begonnen. Es war der Kirche durch Beiträge der großherzoglichen Familie, der Einwohner Schwerins und des Domchors zu ihrem Jubelfeste geschenkt worden.
Das Fenster wurde 1988 durch die Denkmalpflege Dresden mit einer Schutzverglasung versehen und ist heute am Ende des südlichen Seitenschiffs an der Westseite im Dom angebracht. Auch aus Sicht einer Glassachverständigen gebührt dem Fenster hohes Lob: Als reine Glasplattenmalerei solcher Dimension ist es einmalig unter den erhaltenen Glasgemälden der ersten Hälfte des 19. Jahrhunderts in unserem Lande.
Die Fenster in St. Marien (Röbel) sind nach der umfassenden Restaurierung der Kirche seit 1848 durch den Schweriner Baumeister Theodor Krüger wohl um 1852 in Auftrag gegeben worden. Es handelt sich um drei Chorfenster mit der Auferstehung Christi in der Mitte, seitlich je zwei Evangelisten von Gillmeister nach einem Entwurf vom Schweriner Hofmaler Gaston Lenthe. Es existiert noch eine kleine undatierte Bleistiftzeichnung.
Auch in der Georgenkirche (Waren) wurden während der Restaurierung und Erneuerung der Kirche von 1854 bis 1857 durch den Schweriner Baumeister Theodor Krüger die drei Chorfenster nach Entwürfen von Gaston Lenthe 1856 wieder von Ernst Gillmeister gefertigt. Über den genauen Termin besteht keine Sicherheit.
1852 erhielt der Hofmaler Gaston Lenthe den Auftrag, Vorlagen für die fünf Chorfenster der restaurierten Schweriner Schlosskirche zu liefern. Die Entwürfe für die Glasgemälde haben sich zum Teil im Staatlichen Museum zu Schwerin erhalten. Gillmeister begann schon 1852, die Glasfenster nach den Kartons von Lenthe auszuführen. Bei der Neueröffnung der Schlosskirche 1855 hatte Gillmeister allerdings erst zwei Fenster fertiggestellt. Er hatte sich weitgehend nach den Vorlagen Lenthes gerichtet, wie Fotografien um 1890 belegen. 1857 konnten die Arbeiten abgeschlossen werden. Nach Schwitzwasserschäden durch die Beheizung der Kirche 1884 ausgebaut, heute sind nur noch einige Fragmente erhalten geblieben.
Gillmeister bekam 1857 für sein Wirken am Schweriner Schlossbau den Roten Adlerorden IV. Klasse verliehen und hatte das Verdienstkreuz in Gold vom Hausorden der Wendischen Krone.
Mit der inneren Restaurierung der Dobbertiner Klosterkirche von 1854 bis 1857 durch den Wismarer Baumeister und Architekt Heinrich Thormann entstand 1857 das mittlere Chorfenster nach einem Entwurf von Gaston Lenthe. Der Entwurf zum Kirchenfenster auf Karton befindet sich im Staatlichen Museum zu Schwerin. Der ausführende Künstler war wieder der Glasmaler Ernst Gillmeister aus Schwerin. Die enge Zusammenarbeit beider Persönlichkeiten geht auf eine gemeinsame Studienreise 1853 während der Ausführung des Weihnachtsfensters im Schweriner Dom zurück. Die seitlichen Chorfenster wurden 1866 und 1868 durch Gillmeister nach Entwürfen des Historienmalers Gustav Stever angefertigt.
Gillmeisters größte Leistungen in der künstlerischen Glasmalerei bestehen fast sämtlich in Aufträgen des großherzoglichen Hauses und verschiedener Kirchen Mecklenburgs. Seine bedeutendsten Arbeiten sind die Fenster für die Grabkapelle der mecklenburgischen Großherzöge im Schweriner Dom nach Vorlagen von Peter v. Cornelius.
Gillmeisters Glasgemälde gelten bis heute aufgrund ihrer perfekten handwerklichen Ausführung und ihrer außerordentlich feinen polychromen Schmelzfarbenmalerei als eine Besonderheit der Glasmalerei des 19. Jahrhunderts. Gillmeister kombiniert in der ihm eigenen Art musivische Bleiverglasung, bei der die einzelnen Stücke beziehungsweise verschiedenen Farbgläser durch Bleistege zusammengefügt werden, mit der von ihm meisterhaft beherrschten Technik der transluziden Schmelzfarbenmalerei. Dabei entsteht das eigentliche Bild durch eine mehrschichtige polychrome Malerei auf monochromen Gläsern. Diese Technik erfordert ein hohes Wissen und große Fertigkeiten, denn Farbchemie, Abstimmung und Verträglichkeit der Bindemittel auf- und miteinander sowie Reaktion beim Farbbrand müssen ebenso wie künstlerisches Können gemeistert werden.

## Werke (Glasfenster)
- Bad Doberan, Münster

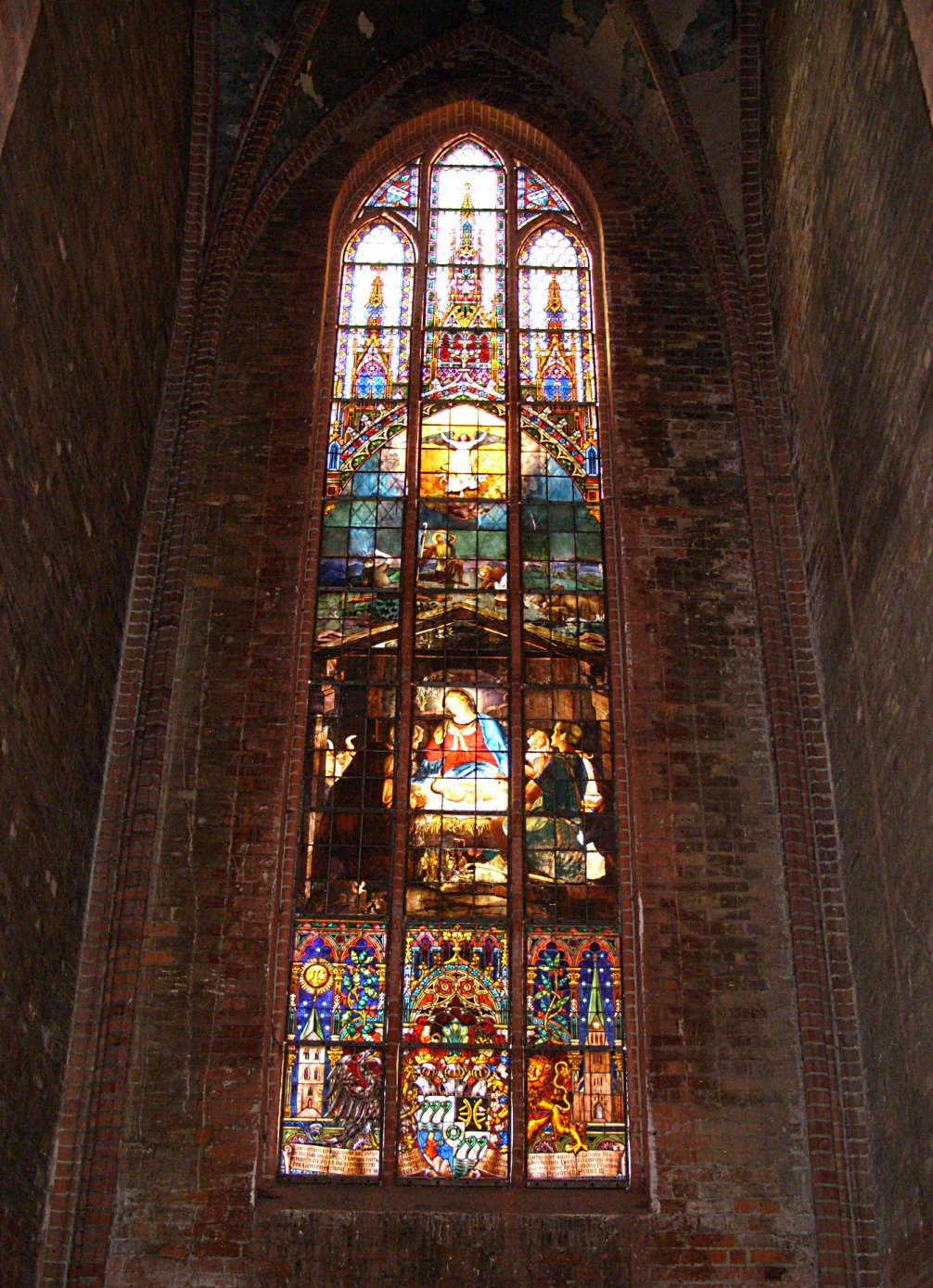
Weihnachtsfenster Dom Schwerin

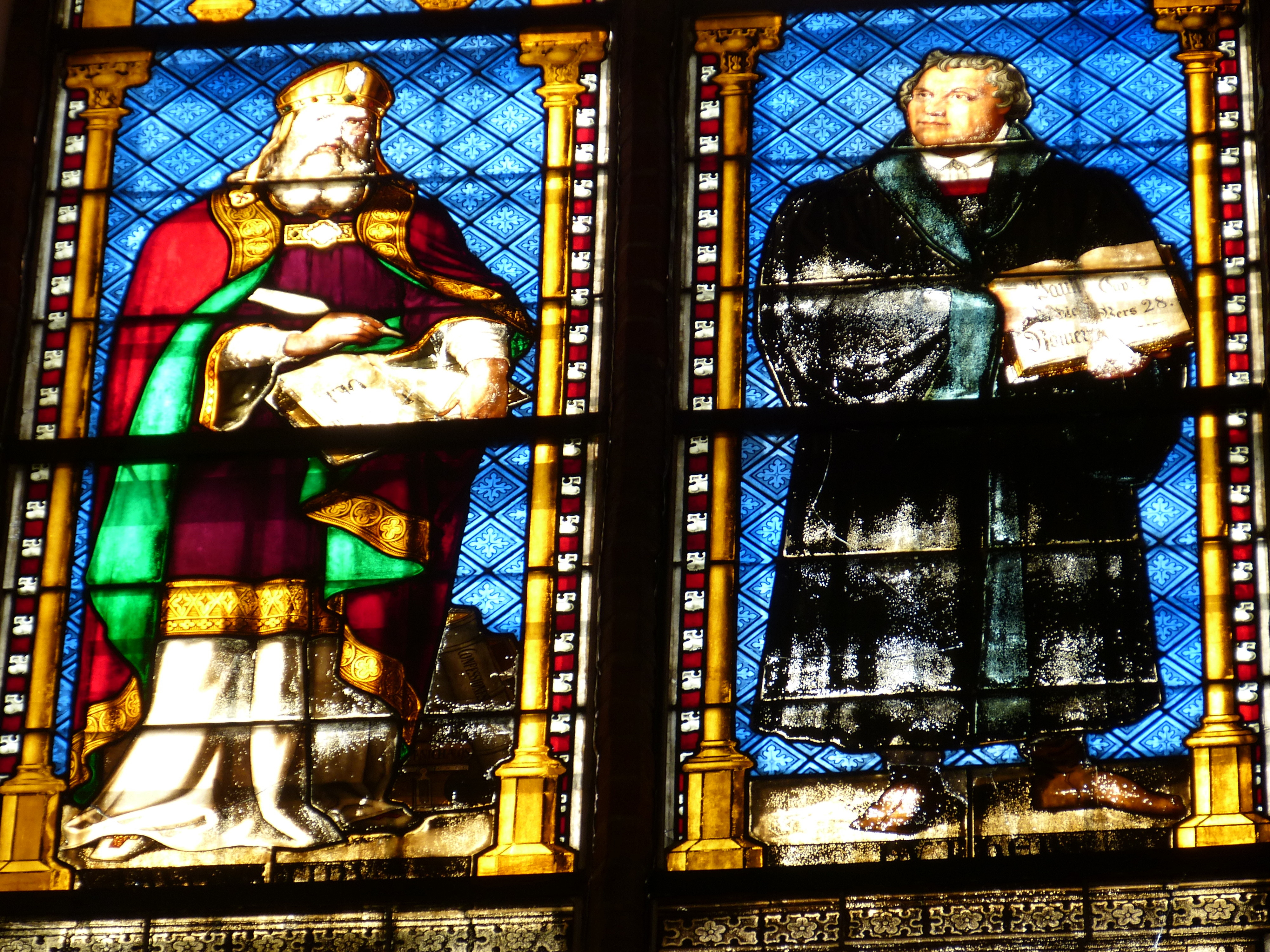
Klosterkirche Dobbertin

  - Wiederherstellung alter Fenster, 1855[16]
- Dobbertin, Klosterkirche, Chorraum
  - Mittelfenster Christi Himmelfahrt 1857 (Entwurf Lenthe)
  - 4 Seitenfenster, (zwei 1866 und zwei 1868 nach Entwürfen Stevers ausgeführt), Abraham und Moses, David und Elias, Petrus und Paulus, Augustinus und Luther
- Röbel/Müritz, St. Marien
  - 3 Chorfenster, 1852 (Entwurf Lenthe), Himmelfahrt und Rundbild Maria, 2 Evangelisten und Rundbild Moses, 2 Evangelisten und Rundbild Johannes Baptista
- Schwerin, Dom, Kapelle zum Heiligen Blut
  - 3 Fenster, 1845/47 (Entwurf Cornelius), Christi Himmelfahrt sowie Maria und Johannes, Moses und Petrus, Paulus und Jesaja
- Schwerin, Dom, Turmseitenhalle
  - Anbetung der Hirten, Geburt Christi, 1847 (Entwurf Lenthe)

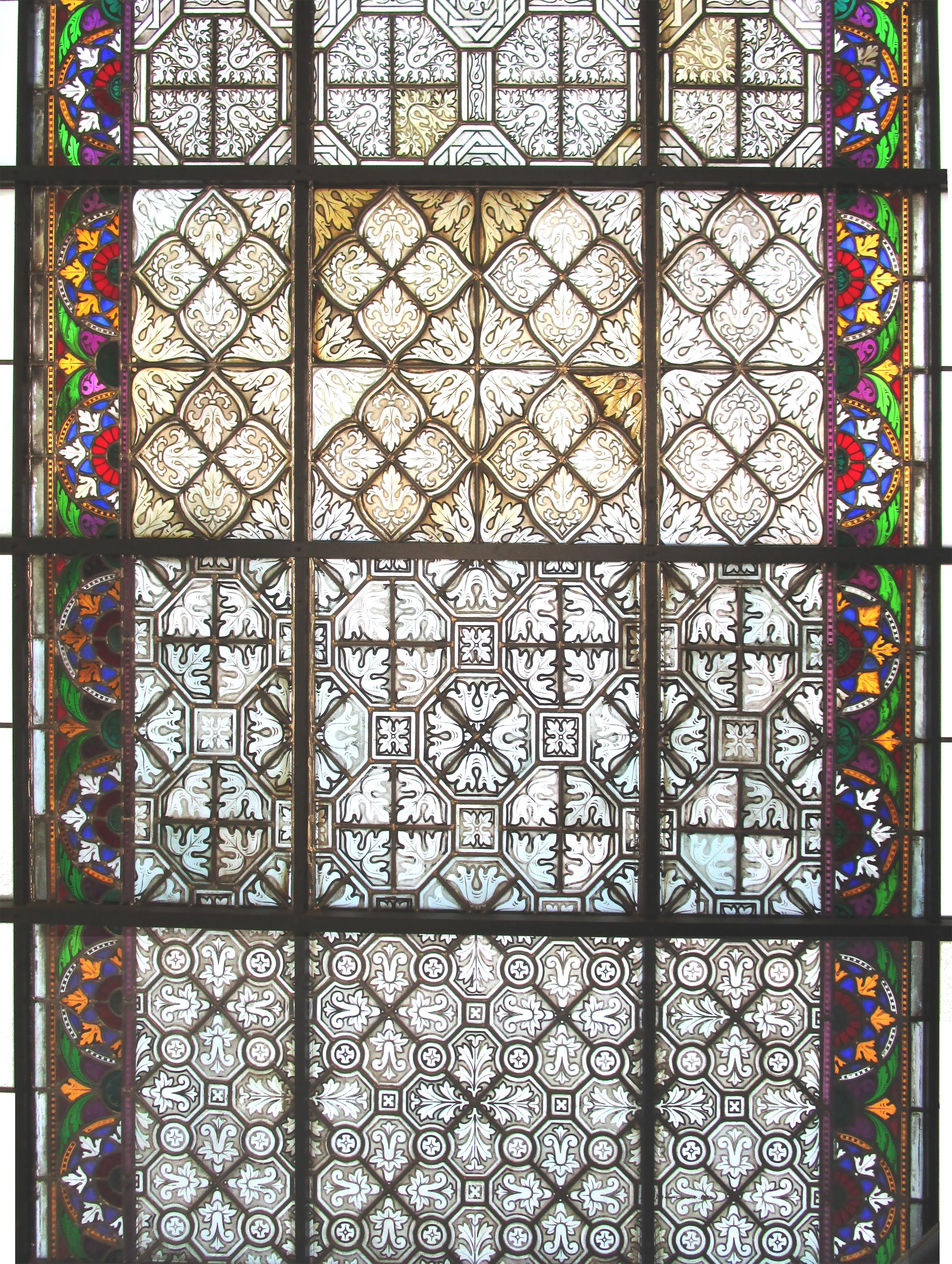
Teil der Innenverglasung der Fenster im Turmraum vor der Fürstenloge der Kirche St. Nikolai (Schelfkirche) Schwerin.

- Schwerin, Schelfkirche St. Nikolai
  - Chorfenster, 1858 (Entwurf Lenthe)[17]
- Schwerin, Paulskirche
  - 2 Fenster im Chor und südlichen Seitenschiff, 1866/69 (Entwurf Stever)

- Schwerin, Schlosskirche

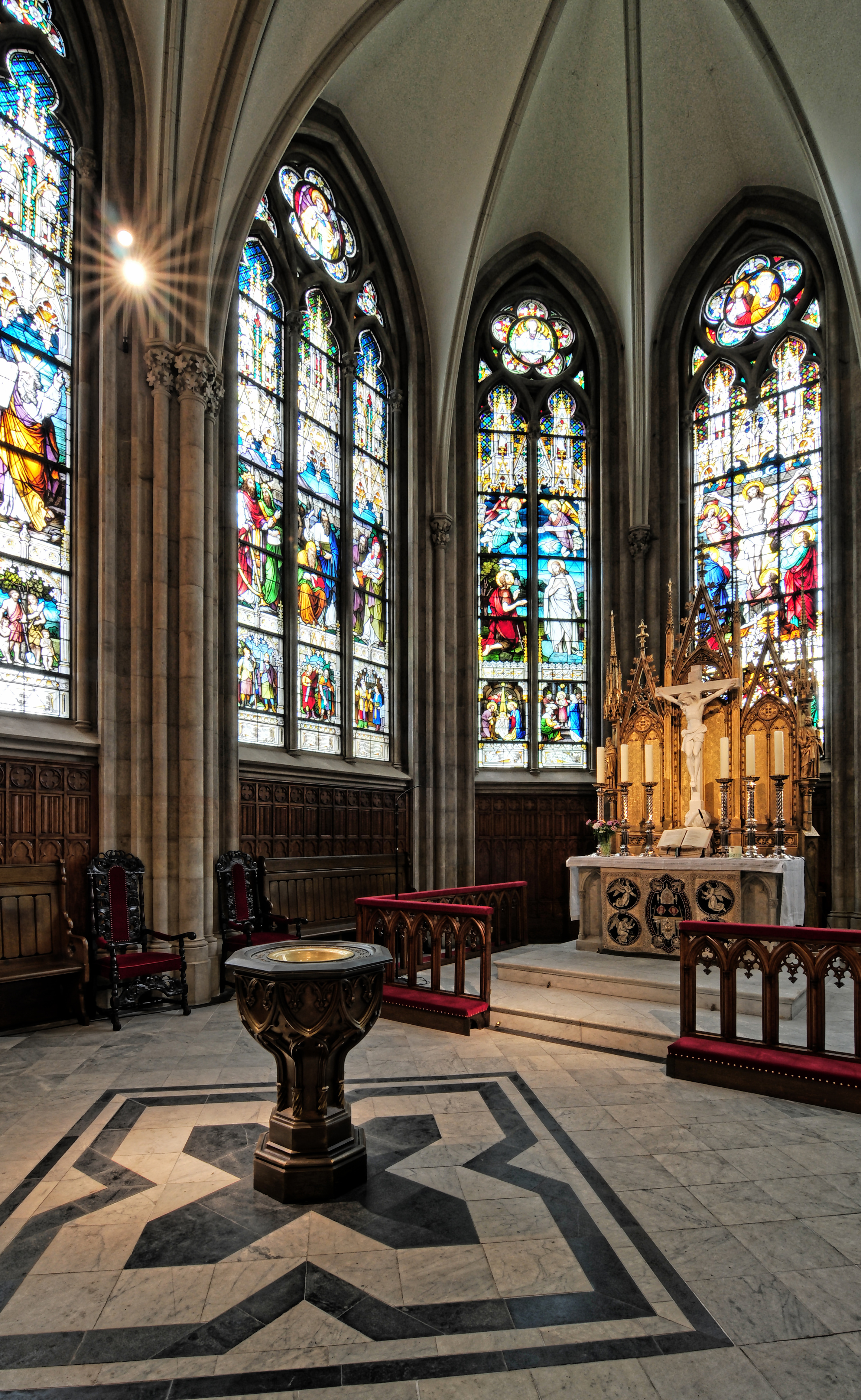
Schlosskirche Schwerin

  - 5 Fenster, 1852/57 (Entwürfe Lenthe), 1907 ersetzt, 1: Sündenfall, Vertreibung aus dem Paradies, Verheißung Abrahams, Noahs Opfer, Abrahams Opfer, Moses mit den Gesetzestafeln, Erzengel Michael, 2: Josua und Gideon, Jephta und Simson, Eli und Samuel, David und Salomon, Jeremia und Jesaja, Ezechiel und Daniel, Erzengel Gabriel, 3: Geburt Christi, Der zwölfjährige Christus im Tempel, Johannes der Täufer, Taufe Christi, Engel mit Evangelium, 4: Abendmahl, Kreuzigung, Dreieinigkeit, 5: Grablegung, Die drei Marien am Grabe, Auferstehung Christi, Maria Magdalena, Engel mit Spruchband
- Schwerin, Schloss, Hofdornitz
  - 18 Porträts, 1846/1853 in 6 Fenstern (16 Entwürfe Carl Georg Christian Schumacher, 1 Theodor Fischer, 1 Theodor Schloepke), nach Auslagerung mit Teilverlusten restauriert und 2007 wieder eingebaut. Heinrich der Wendenkönig, Niklot,  Pribislaw, Borwin I., Heinrich I., der Pilger, Heinrich II., der Löwe,  Albrecht I.,  Albrecht II., König von Schweden,  Magnus II., Johann Albrecht I., Adolf Friedrich I., Christian Louis I., Friedrich Wilhelm, Karl Leopold, Christian Ludwig II., Friedrich, Friedrich Franz I. (E: Fischer),  Paul Friedrich (E: Schloepke)
- Silkerode, St. Nikolaus
  - mehrere Fenster
- Waren (Müritz), St. Georgen
  - 3 Fenster 1853/54 (Entwurf Lenthe) Moses und Jesaja, Grablegung und Auferstehung, Matthäus und Paulus
- Camin
  - Chorfenster s II, 1854.[18]
- Dorfkirche Kirch Stück
  - südliches Chorfenster, 1858, gestiftet vom Großherzog Friedrich Franz II.
- Kirche St. Maria und St. Johannes Neukloster
  - Dreifenstergruppe in der Chorostwand, 1865.[19]
- Lübsee
  - Chorfenster s II, vor 1874.

Womöglich, doch urheberschaftlich nicht gesichert, wurden Glasmalereien in den Fenstern der Kirchen in Pokrent und dem Güstrower Dom von Gillmeister ausgeführt.

### Ungedruckte Quellen
Landeshauptarchiv Schwerin (LHAS)
- LHAS 2.26-1 Großherzogliches Kabinett. II. Personalia
- LHAS 2.26-2 Hofmarschallamt
- LHAS 3.2-3/1 Landeskloster/Klosteramt Dobbertin. Nr. 3235 Verhandlungen und Gutachten über die Umgestaltung der Kirche zu Dobbertin.
- LHAS 5.11-2 Landtagsverhandlungen, Landtagsversammlungen, Landtagsprotokolle und Landtagsausschuß.
- LHAS 10.9 L/6 Personennachlass Lisch, Friedrich.
- LHAS 12.3-2 Finanzministerium, Abteilung Hochbauamt.

Landesamt für Kultur und Denkmalpflege
- Objektakte Dargun, Nr. 191 Restaurierung der Schloßkirche in Dargun, besonders Restaurierung der Wappenfenster 1858–1863.

Staatliches Museum Schwerin
- Kupferstichkabinett

Stadtarchiv Schwerin
- Einwohner- und Bürgerrecht. Nr. 5407 Einwohnerrecht des Glasmaler Johann David Ernst Gillmeister 1856–1864.